# Deutscher Photodienst
Der Deutsche Photodienst oder abgekürzt Dephot, nach einer Insolvenz 1932 im Dezember desselben Jahres in Deutsche Photogemeinschaft Degephot umbenannt, war eine deutsche Fotoagentur. Sie wurde Ende 1928 von Simon Guttmann und Alfred Marx gegründet und existierte bis November 1933. Standort der Agentur war die Jägerstraße 11 in Berlin-Mitte, nach der Insolvenz und der Neugründung als Degephot in der Kochstraße in Berlin-Kreuzberg.
Der Dephot gilt als eine der innovativsten Fotoagenturen dieser Jahre. Sie hatte u. a. Otto Umbehr (UMBO), Felix H. Man, Walter Bosshard, Kurt Hübschmann (später trug er den Namen Kurt Hutton), Harald Lechenperg und Robert Capa unter Vertrag. Die Dephot bot etwa gleichzeitig mit der Agentur Weltrundschau die ersten Bild-Text-Geschichten an und führte, angeregt durch die Reportagen der AIZ, als erste Agentur Reportagen mit teilnehmender Beobachtung durch Fotografie als Methode der Dokumentation sozialer Bewegungen in Deutschland ein.